# RealAudio
Il RealAudio è un formato audio proprietario sviluppato da RealNetworks. La prima versione di RealAudio venne realizzata nel 1995. L'ultima versione, RealAudio 10.5, è stata distribuita nel corso del 2006.